# Francis in the Navy
Francis in the Navy är en amerikansk svart-vit komedifilm från 1955, producerad av Stanley Rubin och regisserad av Arthur Lubin. Filmens huvudroller spelas av Donald O'Connor och Martha Hyer, och den första filmen där Clint Eastwoods namn finns med i eftertexterna.

## Fotnoter
1. ↑  läs online, Internet Movie Database .[källa från Wikidata]